# Tió de Nadal

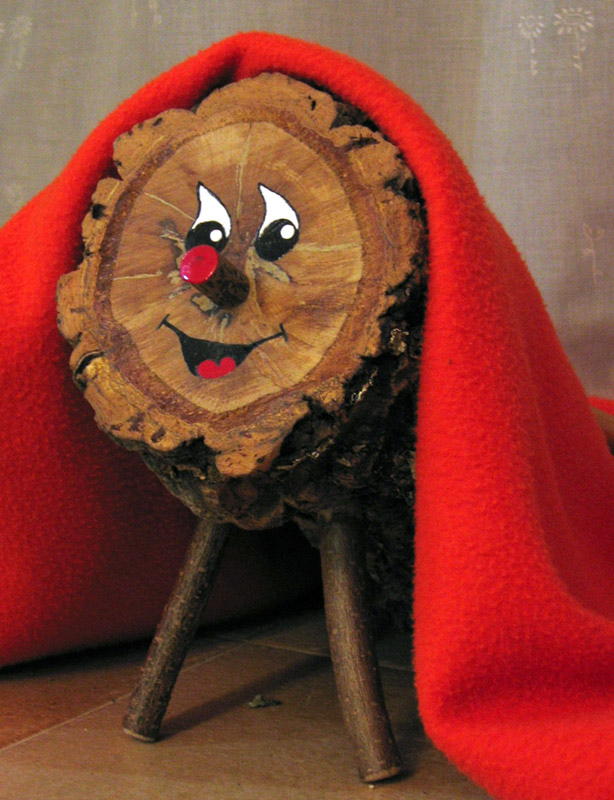
Un tió de Nadal.

Il Tió de Nadal (in catalano: "tizzone di Natale"), anche tronc(a), soca o xoca de Nadal, è un personaggio mitologico catalano e la base di una tradizione molto radicata in Catalogna. Questa tradizione si può riscontrare anche nell'Occitania bassa col nome di Cachafuòc o Soc de Nadal, e in Aragona come Tizón, Tronca o Toza de Nadal.
Il Tió de Nadal è correlato con la tradizione dell'albero di Natale, portatore anche di doni per i più piccoli.  

## Descrizione
Nel giorno dell'Immacolata Concezione (l'8 dicembre), si inizia a dar da mangiare ogni notte ad un tronco, e si copre normalmente con una coperta affinché non abbia freddo durante la notte. È protagonista di una piccola cerimonia che si svolge nelle case catalane il giorno di Natale. Il tió viene posto al centro dell'abitazione con sopra una coperta di colori vivaci, atta ad occultare le sue "feci" (solitamente dolciumi) e i bimbi sono invitati a bastonarlo affinché "cachi" i dolciumi e i regali. 
Essi lo fanno con gioia, cantando una filastrocca di invocazione della quale esistono molte versioni diverse: "Caga tió, avellanes i torró, si no cagues tió, et donaré un cop de bastó!" (Caca tió, nocciole e torrone, se non cachi tió, ti darò un colpo di bastone!), dopodiché viene tolta la coperta e si scoprono i dolciumi e i regali che il tió de Nadal ha prodotto dal retro (naturalmente i dolciumi vengono nascosti in precedenza dagli adulti di casa sotto la coperta in un momento di disattenzione dei bambini, che non debbono accorgersene perché da piccoli credono davvero alla magia della defecazione dei dolci). A quel punto i bimbi vengono allontanati con una scusa in un angolo della casa (il tempo necessario a nascondere altri dolci sotto la coperta), e invitati a bastonare ancora il tió, affinché "produca" altri dolci e regali. 
Un augurio che, nella cultura catalana, si usava scambiare prima di passare a tavola era un esplicito «Menja bé, caga fort!» .

## La canzone in Catalogna
ametlles i torró

no caguis arangades

que són massa salades

caga torrons

que són més bons

Caga tió

ametlles i torró

si no vols cagar

et donaré un cop de bastó

Caga tió!»

## La canzone in Aragona
güena casa, güena brasa

que Dios mantenga a paz en ista casa

y en toz os que i son»